# Gyenesdiás

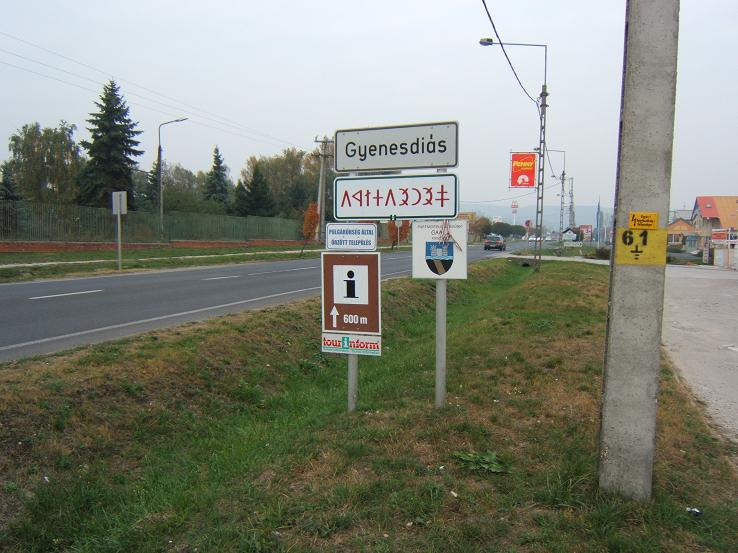
Příjezdová značka v Gyenesdiásu, značená v latince a v rovasu

Gyenesdiás (vyslovováno [děnešdiáš]) je velká obec a známé letovisko v Maďarsku v župě Zala, spadající pod okres Keszthely. Nachází se u břehu Balatonu a bezprostředně sousedí s městem Keszthely. V roce 2015 zde žilo 3 650 obyvatel, z nichž jsou 91,23 % Maďaři, 5,79 % Němci, 0,21 % Romové a 0,18 % Slováci.
Sousedními obcemi jsou velká obec Vonyarcvashegy a město Keszthely.